# Zespół Hammana

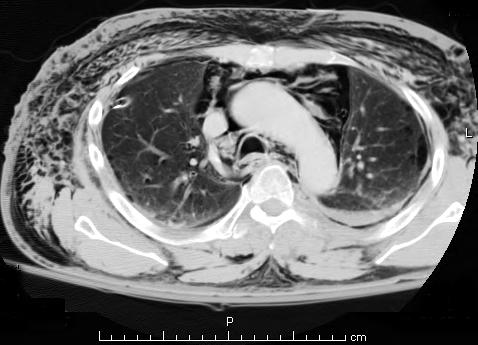
Skan tomografii komputerowej z widoczną odmą podskórną i odmą śródpiersia.

Zespół Hammana – spontanicznie powstała odma podskórna i odma śródpiersia, które czasami wiążą się z wystąpieniem bólu. Występuje najczęściej u młodych kobiet.
Zespół został opisany przez Louisa Hammana.